# Топоровски, Боаз
Бо́аз Топоро́вски (ивр. בועז טופורובסקי‎; род. 17 июля 1980 года, Ришон ле-Цион, Израиль) — израильский политический и общественный деятель, депутат кнессета 19-го созыва от партии «Еш Атид».

## Биография
Топоровски родился в 1980 году в Ришон ле-Ционе, Израиль. Служил в Армии обороны Израиля, уволился в запас в звании старшего сержанта.
Затем Топоровски начал обучение юриспруденции и экономике в университете Тель-Авива. Здесь же он получил вторую академическую степень по юриспруденции.
В мае 2008 года Топоровски был избран главой Объединения израильских студентов. Затем он возглавил политическую партию «ЦАБАР», которая участвовала в выборах в кнессет 2009 года, но не смогла преодолеть избирательный порог. Однако партия прошла в муниципальный совет Тель-Авива.
В 2011 году Топоровски возглавил совет директоров Issta Lines Group.
Перед выборами в кнессет 2013 года вошеёл в предвыборный список партии «Еш Атид», получив в нём восемнадцатое место. Топоровский прошёл в кнессет, получил посты в финансовой комиссии, комиссии по науке и технологии, совместной комиссии по бюджету кнессета и комиссии по внутренним делам и защите окружающей среды.